# روث أوركين
روث أوركين (بالإنجليزية: Ruth Orkin) (و. 1921 – 1985 م) هي مخرجة أفلام، ومصورة، وكاتبة سيناريو أمريكية، ولدت في بوسطن، توفيت في نيويورك، عن عمر يناهز 64 عاماً، بسبب سرطان.

## وصلات خارجية
- روث أوركين على موقع IMDb (الإنجليزية)
- روث أوركين على موقع الموسوعة البريطانية (الإنجليزية)
- روث أوركين على موقع ألو سيني (الفرنسية)
- روث أوركين على موقع أول موفي (الإنجليزية)
- روث أوركين على موقع قاعدة بيانات الأفلام السويدية (السويدية)
- روث أوركين على موقع قاعدة بيانات الفيلم (الإنجليزية)
- روث أوركين على موقع كينوبويسك (الروسية)